# Miřetice u Klášterce nad Ohří
Miřetice u Klášterce nad Ohří (německy Meretitz bei Klösterle an der Eger) jsou část města Klášterec nad Ohří v okrese Chomutov. Nachází se na východě Klášterce nad Ohří. Prochází zde silnice I/13. Miřetice u Klášterce nad Ohří jsou také název katastrálního území o rozloze 5,78 km². V katastrálním území Miřetice u Klášterce nad Ohří leží i Ciboušov.

## Název
Název vesnice je odvozen z osobního jména Mirata ve významu ves lidí Miřatových. Jméno Mirata vychází ze staročeského výrazu mier (mír) nebo miera (míra). V historických pramenech se jméno vesnice vyskytuje ve tvarech: zu Mereticz (1367), Mereticze (1431), in Mereticzych (1446), Mereticze dvuor (1508), w Mereticzy (1543), Merzeticz (1543), Mereticze (1654), Meretitz (1787 a 1847) nebo Miřetice u Klášterce (1854).

## Historie
První písemná zmínka o vesnici pochází z roku 1367, kdy část vsi patřila valdsaskému klášteru. V první čtvrtině patnáctého století byla součástí perštejnského panství pánů ze Šumburka. Když se v roce 1431 dělili bratři Aleš a Vilém ze Šumburka o majetek, připadly Miřetice Vilémovi, a tím k jeho šumburskému panství. V roce 1449 musel Vilém ze Šumburka celé panství prodat Vilémovi z Ilburka, který je vlastnil jen do roku 1453, kdy je pro dluhy včetně Miřetic prodal pánům z Fictumu.
Roku 1508 se novým majitelem vesnice stal nejvyšší kancléř Albrecht Libštejnský z Kolovrat. Během Šmalkaldské války Kláštereckem procházelo vojsko saského generála Thumshirna, kterému Miřetice zaplatily výpalné ve výši 61 kop grošů. Ve druhé polovině šestnáctého století Miřetice patřily ke klášterecké farnosti, které roku 1636 platily desátek čtyři strychy a dvě měřice žita. Ve vsi přibývalo protestantů, kteří v roce 1558 křtili své děti v Kadani.
Po třicetileté válce v Miřeticích podle berní ruly z roku 1654 žilo pět sedláků, deset chalupníků a pět lidí bez pozemků. Obdělávali 156,2 strychu polí, na kterých pěstovali žito. Dohromady ve vsi měli 25 potahů, 37 krav, 62 jalovic, 25 ovcí, 41 prasat a 22 koz. Chov dobytka tak spolu s prací v lese tvořil hlavní zdroj obživy až do devatenáctého století.

### Dvacáté století
V roce 1917 byla Karlem Simonem v Miřeticích spuštěna továrna na zpracování korku, která v letech 1920–1921 zaměstnávala přes 200 lidí, ale brzy poté se jejich počet snížil na čtyřicet. Výroba byla v roce 1938 rozšířena o izolační materiály. Podnik fungoval až do roku 1945, kdy byl na základě Benešových dekretů znárodněn a převeden pod národní správu. Po řadě administrativních změn vznikl v roce 1950 národní podnik Korek s více než 500 pracovníky a provozy v Klášterci, Modřicích, Nebušicích, Raškově a Teplicích.
Větším miřetickým průmyslovým podnikem se stal zbrojní závod SUMAG (Sudetendeutsche Maschinen und Gerätebaugesellschaft – Sudetoněmecká společnost pro výrobu strojů a zařízení) otevřený v roce 1939. Vyráběly se v něm letecké součástky pro Luftwaffe a na jejich výrobě se podíleli dělníci ze zahraničí včetně zajatců ze Sovětského svazu. V letech 1940–1942 byla v blízkosti železniční trati zřízena vojenská střelnice. Během druhé světové války padlo do roku 1944 celkem 51 mužů z Klášterce a Miřetic. Samotných Miřetic se na konci války dotkly i vojenské akce, při kterých byly ve dnech 16. a 17. dubna střemhlavými bombardéry napadeny dva vlaky, zničen dům čp. 63 a letadla zaútočila také na tovární budovy SUMAG. Při bombardování zemřelo celkem šest lidí.
V padesátých letech se Miřetice staly součástí Klášterce nad Ohří. Ve stejné době byla postavena nová porcelánka. Původně zbrojní závod SUMAG byl po válce přejmenován na Klášterecké strojírny, později na Strojírny Baťa a poté ještě na Továrna na obráběcí stroje (TOS). Ta byla v roce 1951 sloučena s původně černýšským podnikem Fichtl a Sachs a převzala jeho výrobu kuličkových ložisek. Nový národní podnik byl 1. ledna 1951 pojmenován Závody na kuličková ložiska Klášterec nad Ohří (ZKL) a starý provoz v Černýši byl ukončen v roce 1969. Velké množství lidí nalezlo zaměstnání v blízkých hnědouhelných lomech a v prunéřovské nebo tušimické elektrárně. V roce 1999 se v miřetickém závodě firmy Cherry začaly vyrábět počítačové klávesnice a mikrospínače pro automobilový průmysl.

## Obyvatelstvo
Při sčítání lidu v roce 1921 zde žilo 918 obyvatel (z toho 449 mužů), z nichž bylo 892 Němců, 22 cizinců a pouze čtyři Čechoslováci. Kromě 45 evangelíků a jednoho člověka bez vyznání byli příslušníky římskokatolické církve. Podle sčítání lidu z roku 1930 měla vesnice 1490 obyvatel: 67 Čechoslováků, 1402 Němců, jednoho příslušníka nezjišťované národnosti a dvacet cizinců. Převažovala římskokatolická většina, ale žilo zde také 54 evangelíků 5 členů církve československé, jeden žid a 58 lidí bez vyznání.
|                                                                                   | 1869 | 1880 | 1890 | 1900 | 1910 | 1921 | 1930  | 1950  | 1961  | 1970  | 1980  | 1991  | 2001  | 2011  | 2021  |
| --------------------------------------------------------------------------------- | ---- | ---- | ---- | ---- | ---- | ---- | ----- | ----- | ----- | ----- | ----- | ----- | ----- | ----- | ----- |
| Obyvatelé                                                                         | 276  | 434  | 506  | 606  | 872  | 918  | 1 490 | 1 665 | 2 170 | 4 069 | 7 941 | 9 055 | 8 621 | 8 016 | 7 490 |
| Domy                                                                              | 42   | 56   | 63   | 75   | 100  | 106  | 198   | 344   | —     | 371   | 449   | 592   | 608   | 709   | 765   |
| Počet domů z roku 1961 je zahrnut v celkovém počtu domů města Klášterec nad Ohří. |      |      |      |      |      |      |       |       |       |       |       |       |       |       |       |

## Obecní správa
Po zrušení poddanství se v roce 1850 Miřetice staly samostatnou obcí. V roce 1869 byly osadou Rašovic, ale roku 1880 byly znovu obcí, ke které patřila osada Ciboušov. Během druhé světové války od 1. října 1942 byla obec zrušena a připojena ke Klášterci. Po válce v roce 1945 v Miřeticích vznikl místní národní výbor, ale od 1. ledna 1955 byla obec znovu částí obce Klášterec nad Ohří (podle Zdeňka Vachaty jí byly už od roku 1950).

### Mariánské údolí
Součástí Miřetic bývala malá osada zvaná Mariánské údolí německy Marienthal). Nacházela se na levém břehu Ohře v jihovýchodním cípu katastrálního území Miřetice u Klášterce nad Ohří. Nikdy však netvořila samostatný správní celek. Na počátku dvacátého století v Krásném údolí stálo pět domů a žilo přes padesát obyvatel. V roce 1864 byl na místě osady postaven jez s náhonem, který přiváděl vodu k nově zřízené pile, ale hned dalšího roku jez zničil a pilu poškodil odcházející led. Škody byly opraveny až o čtyři roky později. Roku 1875 provoz koupili Ludwig Siegel a Josef Lorenz, kteří pilu přestěhovali na druhý břeh náhonu a postavili u ní nový mlýn na obilí. O rok později způsobilo nakupení ledu povodeň, která zaplavila domy až do úrovně prvního patra, poškodila je a zničila nový jez. Majitelé proto Mariánské údolí prodali Gustavu Vogtovi z Lipska a v roce 1881 jej koupil Florián Neumann. Ten obnovil pilu i s mlýnem a v roce 1884 zřídil přívoz přes řeku.
V roce 1888 část budov vyhořela, ale Florián Neumann je nechal brzy obnovit. O dva roky později strhla další povodeň, tentokrát způsobená silným deštěm v Karlových Varech, pilu, ale majitel ji znovu obnovil a dokonce zvětšil. V letech 1892–1893 byl postaven nový jez. Osadu v roce 1902 převzal Floriánům syn Julius Neumann, který nechal rozšířit jez, díky němuž povodeň z roku 1909 nezpůsobila žádné škody, přestože bylo Mariánské údolí znovu zaplaveno. Osada existovala až do druhé světové války, po níž vysídlením Němců zanikla.

## Pamětihodnosti
- Národní přírodní památka Doupňák